# Barstow, Texas
Barstow là một thành phố thuộc quận Ward, tiểu bang Texas, Hoa Kỳ. Năm 2010, dân số của xã này là 349 người.

## Dân số
- Dân số năm 2000: 406 người.
- Dân số năm 2010: 349 người.